# Karissa Tynes
Karissa Tynes (28 de febrero de 1987, Vancouver, Canadá) es una actriz canadiense  conocida por interpretar a Krista Cook en la película juvenil de Disney Channel 16 deseos.

## Biografía
Tynes nació en Vancouver, Canadá, y habla inglés estadounidense.
Es amiga de Debby Ryan, con la que compartió reparto en la película 16 deseos. Actualmente vive en Hollywood, Los Ángeles. Ella en un futuro, sueña ser un prodigio musical, con la ayuda de su amiga Debby Ryan.

## Carrera
Su carrera como actriz de televisión empezó con la serie Eureka, en el papel de Stephanie; desde el 2007 hasta el 2008 formó parte del elenco de Aliens in America como Bryn; después, en 2010, participó en Chasing Mood, como Klarissa. Ese mismo año hizo un cameo como monitora en Tower Prep, y su última aparición en series de TV fue en el 2012 como Chris en Supernatural.
Su primera película de televisión fue 16 deseos, junto a Debby Ryan, además fue su primer papel antagónico.

## Filmografía

### TV
- 2007: Eureka como Stephanie
- 2007 - 2008: Aliens in America como Bryn
- 2010: Chasing Mood como Klarissa
- 2010: Tower Prep  como Monitora
- 2012: Supernatural como Chris

### Películas
- 2010: 16 deseos como Krista Cook
- 2011: Best Player como Amy